# Groninger (Unternehmen)
groninger ist ein Hersteller von Abfüll- und Verschließanlagen für pharmazeutische, Consumer Healthcare und kosmetische Produkte.

## Unternehmen
Die groninger & co. gmbH mit Sitz in Crailsheim, die groninger GmbH & Co. KG (Schnelldorf) und groninger USA LLC (Charlotte, USA) erzielten im Jahr 2023 über 275 Millionen Euro Gesamtleistung und beschäftigen insgesamt über 1500 Beschäftigte. groninger ist ein Familienunternehmen. Geschäftsführer sind Jens und Volker Groninger, die Söhne des Unternehmensgründers Horst Groninger.
Das Unternehmen fertigt Spezialmaschinen zur Verarbeitung pharmazeutischer, kosmetischer und Consumer Healthcare Produkte und bietet produktbezogene Dienstleistungen an. Es gehört zu den Marktführern seiner Branche. Mit rund 90 % Exportanteil werden groninger-Maschinen weltweit ausgeliefert.

### Geschichte
Am 11. April 1980 wurde das Familienunternehmen durch Horst Groninger gegründet. Es spezialisierte sich damals auf die Verarbeitung von vorgefüllten Einwegspritzen. Durch neue Entwicklungen in der Abfüll- und Verschließtechnik konnte groninger zunächst Kunden in der Pharmaindustrie, später in der Kosmetikindustrie gewinnen. In den folgenden Jahren wuchs der Umsatz des Unternehmens jedes Jahr um 10–15 %.
Zwischen 1992 und 1995 wurden zwei große Neubauten durchgeführt, eine Montagehalle und ein Verwaltungsgebäude in Crailsheim. 1997 kam der US-Standort in Charlotte, North Carolina hinzu.

### Standorte
groninger betreibt drei Standorte: die groninger & co. gmbh im baden-württembergischen Crailsheim, die groninger GmbH & Co. KG im fränkischen Schnelldorf sowie die groninger USA LLC im US-amerikanischen Charlotte, North Carolina.

## Patente und Entwicklungen
Zwei Jahre nach der Gründung des Unternehmens wurde das Verfahrenspatent für die dichtungslose Rotationskolbenpumpe angemeldet.
In den nächsten Jahren wurden weitere Neuerungen entwickelt, die den Verarbeitungsprozess von pharmazeutischen Produkten optimieren. Hierzu zählt die Entwicklung eines partikelarm arbeitenden Aggregates zum Bördeln und eine vollautomatische In-Prozess-Gewichtskontrolle (IPK) für die Verarbeitung von Vials und Flaschen.
1991 erfolgte das Patent für Keramikpumpen mit Spülvorrichtung. Diese Pumpen lassen sich auch im eingebauten Zustand reinigen und wurden zukünftig in Anlagen zur Verarbeitung von Einmalspritzen eingebaut.
Weitere Fortschritte wurden in der Isolatortechnologie, der Weiterentwicklung von Dosiersystemen und Sterilisiertunnels und der Servo-Technologie erreicht. Groninger hält Patente auf ein Tuböffnungssystem, ein neues Segment-Transportsystem und eine Tub-Dekontaminationskammer. Im Jahr 2010 wurde ein neues Development + Production System eingeführt.

## Produkte
Zum Produktionsprogramm gehören Einzelmaschinen, aber auch Anlagen bis zu vollautomatischen Prozesslinien. Die Maschinen werden nach spezifischen Anforderungen gefertigt.
Groninger fertigt Maschinen zur Verarbeitung verschiedener Behältnisse aus Kunststoff oder Glas, zum Beispiel Spritzen, Vials, Augentropfen- und Nasenspray-Behältnisse, Parfumflacons, Cremetiegel, Mascara- und Nagellack-Behältnisse und verschiedene Flaschen.
In der Verarbeitung werden verschiedene Prozessschritte durchlaufen, hierzu gehört das Zuführen von Behältnis und Produkt, Reinigung, Sterilisation, Füllen, Verschließen, Montage, Etikettierung und Kontrolle.
Seit drei Jahren bietet groninger mit seiner neuen Produktlinie „Business Line“ einen standardisierten, modularen Baukasten zur Konfiguration von Füll- und Verschließmaschinen an. Jeder der verschiedenen Prozessschritte, den die Maschine ausführt, kann durch verschiedene Module realisiert werden. So gibt es beispielsweise Module in vollautomatischer oder halbautomatischer Ausführung. Durch dieses Konzept reduzieren sich die Kosten für die Maschine und die Lieferzeiten verringern sich. Außerdem gibt es durch die modulare Bauweise nun auch die Möglichkeit für die Kunden, bei Veränderungen der Produktionsanforderungen, eine Nachrüstung der Maschine einfach und schnell zu ermöglichen. Der modulare Baukasten der Business Line ermöglicht eine individuelle Konfiguration der Maschine mit insgesamt über 500 verschiedenen Konfigurationsvarianten.

## Veröffentlichungen
Walter Döring: Groninger. In: Weltmarktführer. Innovationen made in Schwäbisch Hall-Hohenlohe. Mit einem Geleitwort von Peter Altmaier und Nicole Hoffmeister-Kraut, Molino Verlag, Schwäbisch Hall und Sindelfingen 2020, S. 241–253. ISBN 978-3-9820231-5-1.